# 孙民治
孙民治（1938年9月—），江苏江阴人，中国体育理论家。1956年毕业于北京体育学院，1959年于上海体育学院篮球专业研究生毕业。曾担任北京体育师范学院院长，首都体育学院院长，中国篮球协会副主席，中国手球协会副主席等职务。1999年被评为新中国篮球50杰。

## 许永刚博士论文抄袭事件
广州体育学院前院长许永刚博士论文涉嫌抄袭，被撤销党内职务、行政撤职，而孙民治是其在苏州大学读博期间的导师，并且是抄袭作《中国竞技体育制度创新》的二作者。